# 宁施泰特
宁施泰特（德語：Nienstädt，發音：[ˈniːnʃtɛt]）是德国下萨克森州绍姆堡县的市镇，面积8.31平方千米，2023年12月31日人口为4,464人。